# Севан (футбольный клуб)
«Севан» (арм. Սևան) — армянский футбольный клуб из города Севан, Гегаркуникская область.

## Текущий состав
| Номер | Игрок              | Страна                      | Позиция      |
| 1     | Марко Дробняк      | Флаг Сербии                 | Вратарь      |
| 65    | Диогу Фигейреду    | Флаг Португалии             | Вратарь      |
| 33    | Сурен Алоян        | Флаг Армении                | Вратарь      |
| 3     | Артур Карташян     | Флаг Армении                | Защитник     |
| 22    | Бику Биссаинте     | Флаг Гаити                  | Защитник     |
| 40    | Луиз Матеус        | Флаг Бразилии               | Защитник     |
| 2     | Артур Даниелян     | Флаг Армении · Флаг Украины | Защитник     |
| 21    | Артур Авагян       | Флаг Армении                | Защитник     |
| 17    | Ибраим Абубакар    | Флаг Нигерии                | Защитник     |
| 5     | Вахе Мурадян       | Флаг Армении                | Защитник     |
| 18    | Филип Дурански     | Флаг Северной Македонии     | Полузащитник |
| 15    | Али Иса            | Флаг Нигерии                | Полузащитник |
| 8     | Андре Менсалан     | Флаг Бразилии               | Полузащитник |
| 6     | Нарек Асланян      | Флаг Армении                | Полузащитник |
| 4     | Давит Айвазян      | Флаг Армении                | Полузащитник |
| 98    | Коста Алексич      | Флаг Сербии                 | Полузащитник |
| 9     | Мхер Сахакян       | Флаг Армении                | Нападающий   |
| 10    | Гукас Погосян      | Флаг Армении                | Нападающий   |
| 11    | Геворг Тарахчян    | Флаг Армении                | Нападающий   |
| 77    | Бабу Чам           | Флаг Гамбии                 | Нападающий   |
| 19    | Бернард Овоке      | Флаг Нигерии                | Нападающий   |
| 28    | Клаудир            | Флаг Бразилии               | Нападающий   |
| 14    | Эбрима Джатта      | Флаг Гамбии                 | Нападающий   |
| 7     | Олаолува Оджетунде | Флаг Нигерии                | Нападающий   |

## История
Основан в 2018 году под названием «Юниор Севан». Учредителем клуба стала сеть футбольных школ «Юниор».
В сезоне-2018/19 принял участие в турнире Первой лиги, в котором занял 1-е место, но не перешёл в Премьер-лигу из-за неполучения соответствующей лицензии. 25 июня 2019 года сменил название на «Севан». В сезоне-2020/21 занял 1-е место и вышел в Премьер-лигу (в заключительном туре был обыгран «Пюник-2» со счётом 7:1), при этом в весенней части команда выиграла все 13 матчей, а победная серия составила 14 игр.
В сезоне 2021/22 клуб начал выступать в Премьер-лиге, где провёл 13 игр, из которых 5 выиграл, 5 сыграл вничью и 3 проиграл, разность мячей — 14-11.
1 декабря 2021 года Дисциплинарный комитет Федерации футбола Армении проголосовал за исключение «Севана» из Премьер-лиги Армении после того, как он не явился на 2 матча подряд (против «Алашкерта» и ЦСКА). В результате все результаты «Севана» были исключены из таблицы чемпионата.
В сезонах 2018/19 и 2019/20 проводил домашние матчи на поле тренировочного центра в Дзорахбюре (Котайкская область). В сезоне 2020/21 — в Аштараке (на стадионе «Касахи Марзик») и Ереване (на стадионе «Мика»). На стадионе в Севане в рамках проекта Федерации футбола Армении по строительству и ремонту футбольных стадионов и спортивных школ проводились работы по реконструкции, которые были приостановлены вследствие уголовного дела о злоупотреблениях.

## Результаты
| Чемпионат | Чемпионат    | Чемпионат               | Чемпионат               | Чемпионат               | Чемпионат               | Чемпионат               | Чемпионат               | Чемпионат               | Чемпионат                                               | Кубок      | Примечания           |
| Сезон     | Лига         | Место                   | И                       | В                       | Н                       | П                       | Мячи                    | О                       | Лучший бомбардир                                        | Кубок      | Примечания           |
| --------- | ------------ | ----------------------- | ----------------------- | ----------------------- | ----------------------- | ----------------------- | ----------------------- | ----------------------- | ------------------------------------------------------- | ---------- | -------------------- |
| 2018/19   | Первая лига  | из 12                   | 33                      | 25                      | 6                       | 2                       | 90-26                   | 81                      | Султан Аксанов — 15                                     | 1-й раунд  |                      |
| 2019/20   | Первая лига  | 7 из 17                 | 28                      | 14                      | 5                       | 9                       | 50-42                   | 47                      | Арам Лорецян — 15                                       | 1/4 финала |                      |
| 2020/21   | Первая лига  | из 10                   | 27                      | 22                      | 2                       | 3                       | 75-23                   | 68                      | Эдвинас Клониунас — 6 Эрик Петросян — 6 Мгер Саакян — 6 | 1-й раунд  | Выход в премьер-лигу |
| 2021/22   | Премьер-лига | результаты аннулированы | результаты аннулированы | результаты аннулированы | результаты аннулированы | результаты аннулированы | результаты аннулированы | результаты аннулированы | результаты аннулированы                                 | 1-й раунд  | Снята по ходу сезона |

## Главные тренеры
- Сергей Герасимец — 1 августа 2018 — 12 февраля 2019
- Армен Гулинян — 12 февраля 2019 — 26 апреля 2019
- Армен Санамян — 26 апреля 2019 — 31 июля 2019
- Виталий Кулибаба — 31 июля 2019 — 30 августа 2019
- Армен Санамян — 31 августа 2019 — 6 сентября 2020
- Армен Шахгельдян — с 7 сентября 2020 — 7 августа 2021
- Пампос Христодулу[англ.] — с 11 августа 2021